# シバの女王

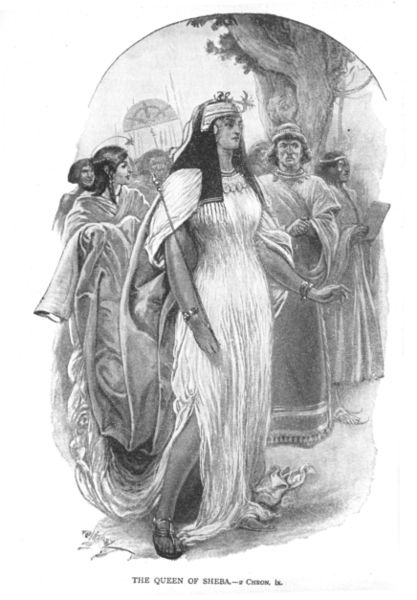
シバの女王

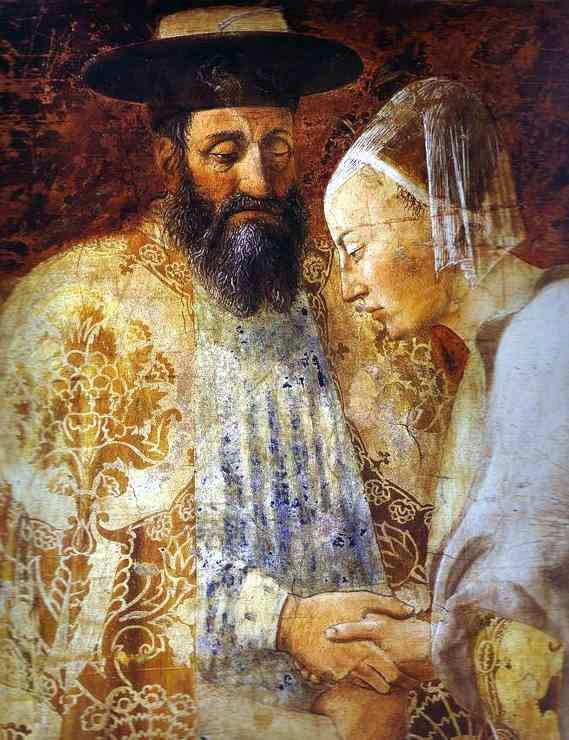
ソロモンとシバの女王
ピエロ・デラ・フランチェスカ画

シバの女王（シバのじょおう、ヘブライ語: מלכת שבא Malkat Shva、ゲエズ語：ንግሥተ ሳባ Nigist Saba、アラビア語: ملكة سبأ  Malikat Sabaʾ）は、旧約聖書に登場する女王。本名は伝承によって異なりニカウレー、ビルキース、マーケダー などと呼称される。

## 概要
シバの女王についてもっとも古い記録は『旧約聖書』「列王記上」10章および「歴代誌下」9章にみえる。それによると、「シバの女王はソロモンの知恵の噂を伝え聞くと、多くの随員を伴って、香料、大量の金、宝石などの贈り物をラクダで運び、難問を以って彼を試そうとエルサレムを訪問した。女王はソロモンに数々の質問を浴びせるが、ソロモンに答えられないことは何もなかった。また、その宮殿、食卓の料理、居並ぶ臣下、神殿の燔祭などの様子を目の当たりにした女王は感嘆し、ソロモンが仕える神を称え、金200キカル（1キカルは約34.2 kgなので6.84 t）と非常に多くの香料や宝石を贈った。ソロモンも女王に対して贈り物をしたほか、彼女の望むものを与えた。こうして女王一行は故国に帰還した。」という内容である。この通り『旧約聖書』には女王の名前もシバ国の位置も記されていないが、後世になると地域や宗派によって様々な伝承が付随することになる。

### 「シバ」の表記について
女王の統治する国の名称シバは、ヘブライ語『旧約聖書』の表記「シェバ（שבא）」を英語で「Sheba（シーバ）」と転写したのが日本語に入ったことから一般化した表記で、英語の以外の多くの欧米語では「Saba」と表記される。なお、ギリシア語訳聖書では「サバ」、アラビア語では「サバァ（سبأ）」であり、先イスラーム期の古代南アラビア語での発音は「シャバァ」だったと推定されている。

## シバ国の位置
1世紀の人物、フラウィウス・ヨセフス著の『ユダヤ古代誌』によるとシバの女王は「エジプトとエチオピアを支配した女王」で、名前はニカウレー(Nikaule)と記されている。ヨセフスの指す「サバ」は『旧約聖書』「イザヤ書」にあるエジプトやスーダン南方の「セバ（Saba）」と「列王記」の「シバ（Sheba）」との混同あるいは同一視があると指摘されている。
一方で、紀元前4世紀から前1世紀にかけてテオフラストス、アガタルキデス、ストラボンなどの著作に南アラビアの香辛料の産地として「サバ」という国が記されている。また、5世紀のフィロストルギオス著の『教会史』では、女王の国は南アラビアにあったとしている。『教会史』によると4世紀ごろに南アラビアを支配していたヒムヤル王国（現イエメン西岸）は、かつてサバと呼ばれ、その首都から女王がソロモンに会うために出立したと記されている。しかし、紀元前7世紀ごろにサバ王カリブイル・ワタルがアッシリア王に貢納したことを記した碑文より以前、つまりソロモンの活動した紀元前10世紀ごろにシバ国が存在したことを証明する資料や碑文などは発見されていないため史実性は否定されている。
王国の所在地については上記のようにエチオピア近辺と南アラビアの二説があるが、両地域はまったくの無関係ではない。南アラビアのサバ国と、対岸のエリトリア、エチオピア北部には、両地域の深い関係を示す遺跡や碑文が多数残されている。また、紀元前5世紀ごろの王は「ダァマトとサバのムッカリブ」と称したが、現地民のダァマトと移民のサバを支配するムッカリブ（王たちの支配者）という意味で、この「ムッカリブ」は同時代の南アラビアでも使用されたなど称号に関しても両地域の関係性が見られる。

## ユダヤ教における伝説

### 『タルグム・シェーニー』の記述
『旧約聖書』「エステル記」の『タルグム・シェーニー』（エステル記の二番目のアラム語訳および註釈）はソロモンとシバの女王に関して以下のような異説を載せている。
あるときソロモンは東西の諸王を招いて大宴会を開いた。その酒宴に遅参した鳥のヤツガシラに激怒したが、ヤツガシラの話す驚くほど豊かな東方の都市キトルとその地を治めるシェバの女王に興味を示し、女王に親書を届けるように命じた。その親書には恭順の表敬訪問を女王に命じるもので、来なければ攻め滅ぼすと脅すものであった。女王はまずソロモンへの手紙と贈り物、6000の少年少女を乗せた船を送り出し、自身は陸路で旅立った。ソロモンとガラスの広間で対面した女王だったが、ガラスを水と勘違いして裾をたくし上げたため、毛深い足を見られてしまいソロモンにからからかわれる。それを無視して女王は三つの謎を問いかける。
- 1. 木の貯水槽に鉄のつるべ、つるべは石を汲み上げて水を流す。
- 2. それは埃のように土から生まれ養われる。それは水のように流れるが家の中を照らす。
- 3. その頭を嵐が駆け抜け、大声で泣き叫ぶ。その頭は葦のよう。それは自由人には栄誉の種で、貧乏人には不名誉の種。死せる者には栄誉の種、生ける者には不名誉の種。鳥にとっては喜びの種、魚にとっては嘆きの種。

ソロモンは問いごとにすぐさま「コール墨の容器」、「ナフサ」、「亜麻」と正答した。それ以下は「列王記」の表記と同じである。

### 『ベン・シラのアルファベット』の記述
中世に作られた『ベン・シラのアルファベット』にはさらに別の逸話が載せられている。新バビロニアのネブカドネザル2世は、7歳にして賢人と噂のベン・シラとの問答で「脱毛剤の作り方は、詳しくは自身のお母上にお尋ねください。」と言われて困惑する。ベン・シラが語ることによると、数十年前、ソロモンは対面したシバの女王が美しくも毛深いことを気にして、召使に命じて脱毛剤を施した。そうして女王に対して想いを遂げたが、その結果生まれたのがネブカドネザル2世であったという。

## キリスト教における伝説

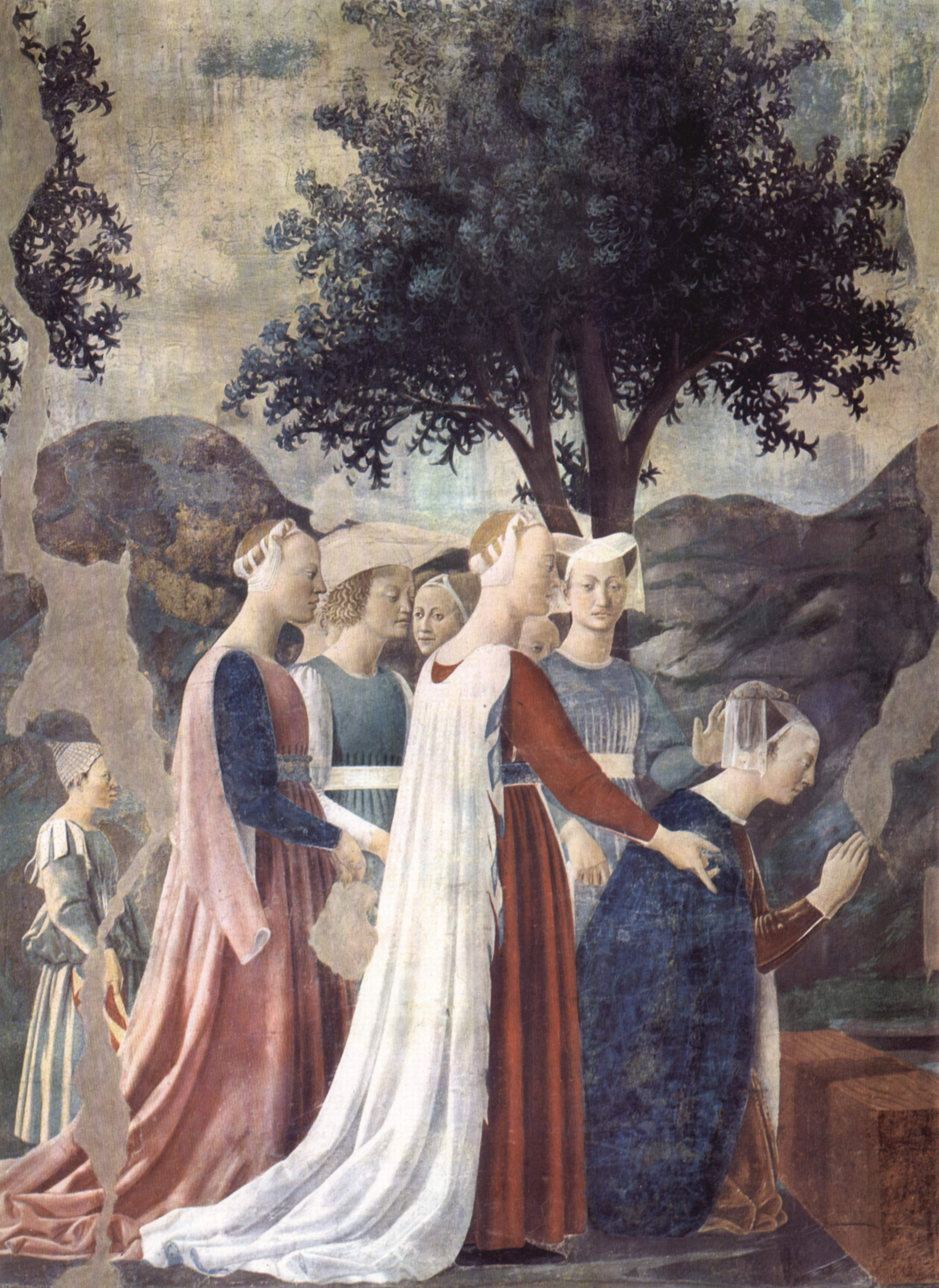
『聖十字架伝説』（アレッツォの聖フランチェスコ聖堂）、イタリアの画家ピエロ・デラ・フランチェスカによる15世紀の作品

### 『新約聖書』の記述
「マタイによる福音書」ではイエスが直接言及している。イエスは律法学者やファリサイ派の人々から「しるし」を見せるように迫られた際、「しるし」なしでも回心した例として「南の国」「地の果てから来た」女王をあげて彼らを諌めている。またイエスは審判の日、女王が蘇り不信仰者たちを断罪するだろうと予言しており、これ以降、女王は回心する異教徒の原型とみなされ、ソロモンと女王を主題とした絵画や彫刻が多く作られることになる。

### 『黄金伝説』の記述
ヤコブス・デ・ウォラギネ著の『黄金伝説』には聖十字架伝説に付随して女王の逸話が残る。ウォラギネ自身も内容に懐疑的な歴史書によると、アダムがエデンを追放される原因となった木の枝は大天使ミカエルを通じてセツ（アダムの子）に渡され、それが大きくなりソロモンの時代まで残っていた。この木を切り出して建設中の神殿の建材に使おうとしたが、どうにも長さが合わず沼の橋として捨て置いていた。その後、シバの女王がエルサレムへ訪れた際にこの橋を見ると、いつか世界の救い主がこの木に掛けられることを心眼で見抜き、その場で跪いて拝礼したという。ソロモンは女王からその話を聞くと、木を地下深く埋めた。月日が流れその地には神殿の犠牲獣を洗う堀が造られ、イエスの磔刑の際にひとりでに木が浮かび上がってきたという。

## イスラームにおける伝説

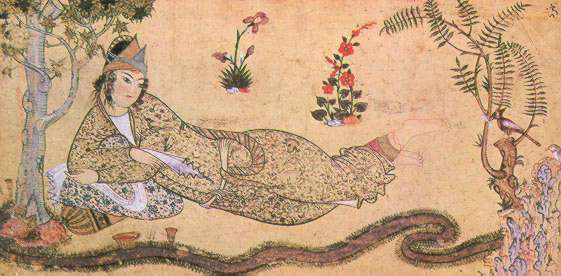
シェバの女王にソロモンの手紙を届ける戴勝(ヤツガシラ)、サファヴィー朝時代のミニアチュール 大英博物館所蔵

### 『クルアーン』の記述
『クルアーン』第27番目の章「蟻（アン・ナムル）」に「サバアの女王」の話が載せられている。前述の『タルグム・シェーニー』の記述と重なる部分が多い。スレイマーン（ソロモン）が精霊、人間、鳥類に大動員を掛けた際に、ヤツガシラが遅刻をしてきた。訳を問うとサバアという国に君臨する女王がアッラーを差し置いて太陽を崇拝していると報告してきた。それを聞いた王は、恭順の表敬訪問を命じる親書を送った。女王側が使者に贈り物を持たせて様子を見ようとしたがそれを追い返し、女王の玉座を自身の臣下に所望すると啓典の知識を持つ者が一瞬で持ってきた。王が訪れた女王に対して、装いを変えた玉座について聞いてみると「自身の物らしい」と答えた（スレイマーンはアッラーに帰依していないゆえに知恵が行き詰まり明言できないのだろうと解釈する）。女王は宮殿に招かれたが、水晶の床を水が張られていると勘違いして裾を捲くってしまう。王にその思い違いを正されると、自らの過ちを認めアッラーに帰依する、という内容である。
その後のイスラーム世界の文学や歴史書においてこの逸話は様々な発展を遂げるが、およそ共通している点は、女王の親はフドフード、あるいはフドハードという名で、母親はジン。女王の名はビルキースと呼ばれ、女王は母親のジンの影響で毛深いということがあげられる。

## エチオピアにおける伝説

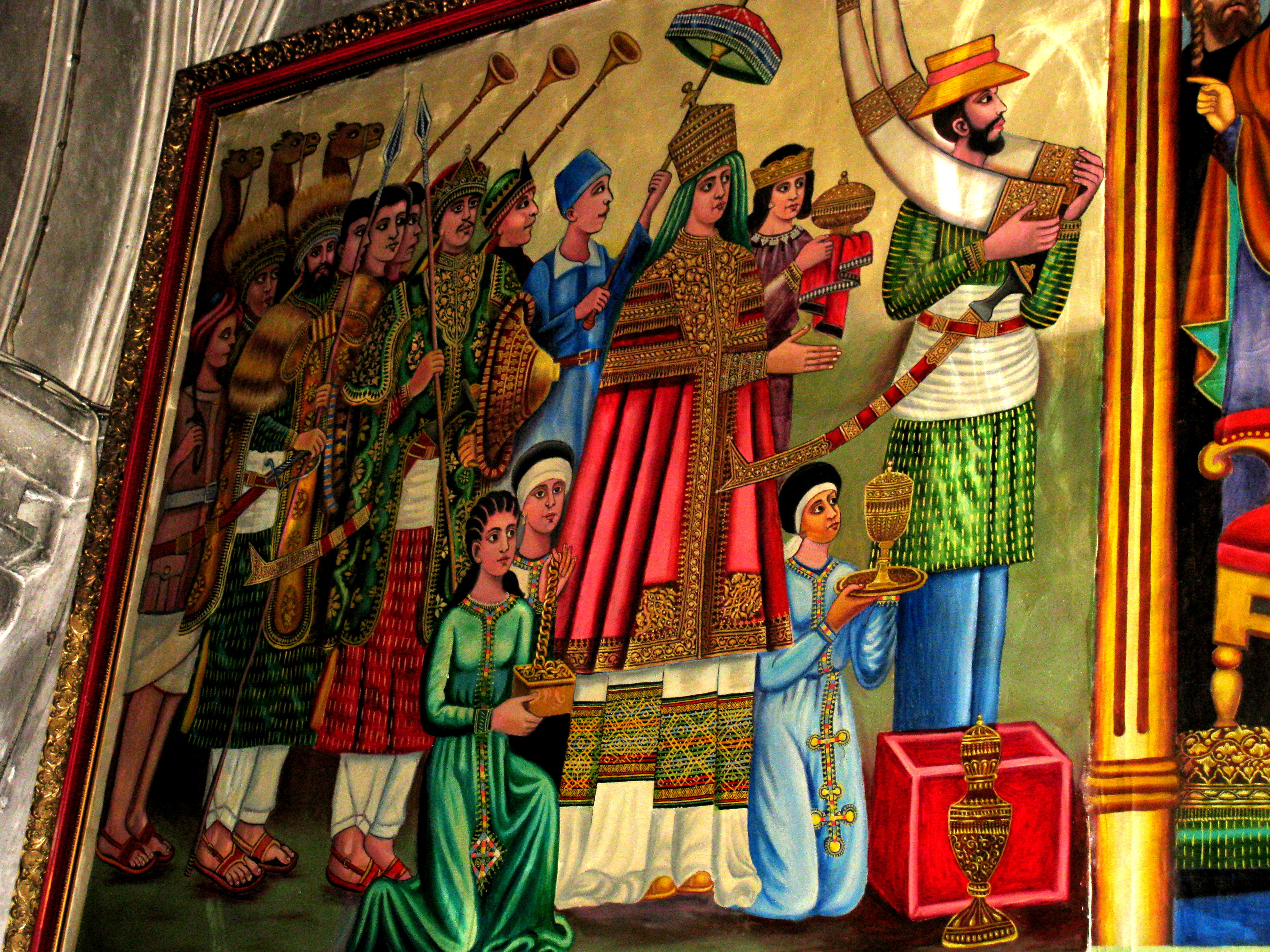
エルサレムにあるエチオピア教会のチャペルの絵画

### 『ケブラ・ナガスト』の記述
エチオピアの古代の伝説を記した『ケブラ・ナガスト（Kebra Nagast、王たちの栄光）』にはソロモン王とシバの女王の逸話が、エチオピアの国祖誕生の伝説と関係して記されている。『ケブラ・ナガスト』には「シバ」の単語は出ないが、『新約聖書』の「南の国の女王」とはエチオピアの女王マーケダーであったと紹介される。陸路と海路でさかんに交易を行っていた女王はあるとき、タムリーンという豪商からソロモンの噂を聞き、エルサレムへ旅立つ。王との会見で彼の聡明さを知った女王は、太陽崇拝を捨てイスラエルの神に回心するのだった。6カ月の滞在の後、女王が帰国を望むようになると、彼女との間に子を欲した王は送別の宴会に一計を講じ、料理に香辛料の効いたものや酢を用いたものを多く出した。そして、女王に一夜を共にするよう誘うと、女王は「無理やり襲わないなら」という条件を出し、王は「寝室の物を奪わない限り」約束すると誓った。やがて二人は寝室で横になったが夜半に女王は喉の渇きを覚えて、思わず脇においてあった水差しの水を飲んでしまう。そこを見計らった王は先の条件を口実に、女王との間に一子をもうけることを果たした。帰国して出産した女王は息子の名をバイナ・レフケム（イブン・アルハキームのゲエズ語音訳、“賢者の子”の意）と名付け、これが転訛してメネリクと呼ばれるようになったと言われる。バイナ・レフケムは22歳になるとエルサレムに向かい父と対面する。喜んだソロモンは彼に王位継承を求めるが、それが断られると国内の貴顕を集めエチオピアに第二のエルサレム建国の計画を語る。バイナ・レフケムは新イスラエルの王に即位し、祖父の名を取ってダビデと命名され律法の知識を授けられた。しかし、新王に随行することになった祭司長（最高神官）の息子アザールヤースは突然の事態に不満を持ち、密かに十戒を納めた「聖櫃」（契約の箱、シオン）を盗み出してエチオピアに持っていってしまう。聖櫃は神の御座所でもあったため、この事件は神がエルサレムから離れてエチオピアへ移ることを意味した。ソロモンはその後、神に見放されたことから知恵を失い、女色に溺れ、ついには偶像崇拝に陥りエルサレムは衰退していったという。一方、帰国した新王ダビデはエチオピア首都ダブラ・マーケダー（マーケダー山の意）に到着すると女王から改めて王位を譲られ、これによりイスラエル王家の血を引く新王朝が誕生した。

### 『エチオピア王国誌』などの異伝
16世紀にエチオピアに使節団の一員として入国したポルトガル人のフランシスコ・アルヴァレスは『エチオピア王国誌』で、アクスムの町の教会で見た史書を引用して女王の異伝を載せる。ソロモンの神殿造りを見に行ったサバの女王はエルサレムへ向かう途中、浮橋がキリストの十字架となることを悟り、迂回してソロモンに面会した。ソロモンとの間に一子をもうけた女王は帰国したが、残されたその子は横暴であったためエチオピアへ送り返すことになった。ソロモンは途中の休憩地としてガザの地を与えた、というものである。
1563年に刊行されたジョアン・デ・バロスの『アジア』第三篇では、盗み出すのは聖櫃ではなく十戒の石版であった。
コプト教徒に伝わるアラビア語の異伝では、アビシニア（アラビア語におけるエチオピアの旧名）の女王がまだ胎内にいた頃、あるとき彼女の母が太って美しい山羊に欲情したため、女王の片足は山羊のような奇形であった。ソロモンはその話が真実か確かめるべく神殿の中庭を水で満たしていたが、女王が裾を捲くって進むとちょうど放置されていた聖十字架の木に触れたため、普通の人の足になったという。また、『ケブラ・ナガスト』と異なり聖櫃の奪取は息子のダビデの発案で、偽の聖櫃を作らせその口封じに職人を殺している。
アクスムにあるティグレ地方の伝承によると、メネリクの母はティグレの少女でエテイェー・アゼーブ（南の女王）という名であった。当時の人々から崇拝された竜の生贄となって木に縛られているところを、通りかかった七聖人によって解放される。竜は聖人の十字架で打ち据えられ退治されたが、その時の血が踵にかかるとその部分はロバのように変形してしまった。そうして少女は竜を退治したと勘違いした人々から推戴され女王となる。その後、ソロモンの治療者としての名声を聞いたエテイェー・アゼーブは侍女とともに男装してエルサレムへ向かう。ソロモンの宮殿でアビシニアの王として迎えられ、宮殿の床に足が触れたとたん踵の奇形は綺麗に元に戻った。ソロモンは宴会でエテイェー・アゼーブの食が細いことから女性ではないかと疑い、自身の寝室に泊めた彼女を侍女ともども無理やり手篭めにしてしまう。二人の帰国後に生まれたメネリクらは成長するとエルサレムに向かい、ソロモンからミカエルのターボート（小型の聖櫃あるいは十戒の石版）を与えられる。しかしメネリクは父を出し抜いて、より価値のあるマリアのターボートを盗み出す、というものである。
他にはソロモンがシバ王国を訪問した逸話も残る。

## シバの女王にちなむ作品

### 映画
- 「クイーン・オブ・エジプト」 "Solomon & Sheba" 1995年、米 - 監督：ロバート・M・ヤング、出演：ハリー・ベリー、ジミー・スミッツ、ミカエル・ブラウン、ケネス・コリー
- 「ソロモンとシバの女王」"Solomon and Sheba"、1959年、米 - 監督：キング・ヴィダー、出演：ユル・ブリンナー、ジーナ・ロロブリジーダ、ジョージ・サンダース

### 音楽
- ゲオルク・フリードリヒ・ヘンデル、オラトリオ『ソロモン』より「シバの女王の入城」、1749年
- シャルル・グノー、歌劇『サバの女王 』、1862年
- ゴルドマルク・カーロイ（カール・ゴルトマルク）、歌劇『サバの女王（英語版）』、1875年
- オットリーノ・レスピーギ、バレエ音楽『シバの女王ベルキス』、1930-31年
- ミシェル・ローラン 作曲、シャンソン『シバの女王（サバの女王）』"La Reine de Saba"、1967年
  - レイモン・ルフェーブル・グランド・オーケストラ 演奏、シバの女王、1967年

### 菓子
- 「レーヌ・ド・サバ」"Reine de Saba"  アーモンドパウダーを加えたチョコレートケーキ[21]

## ギャラリー

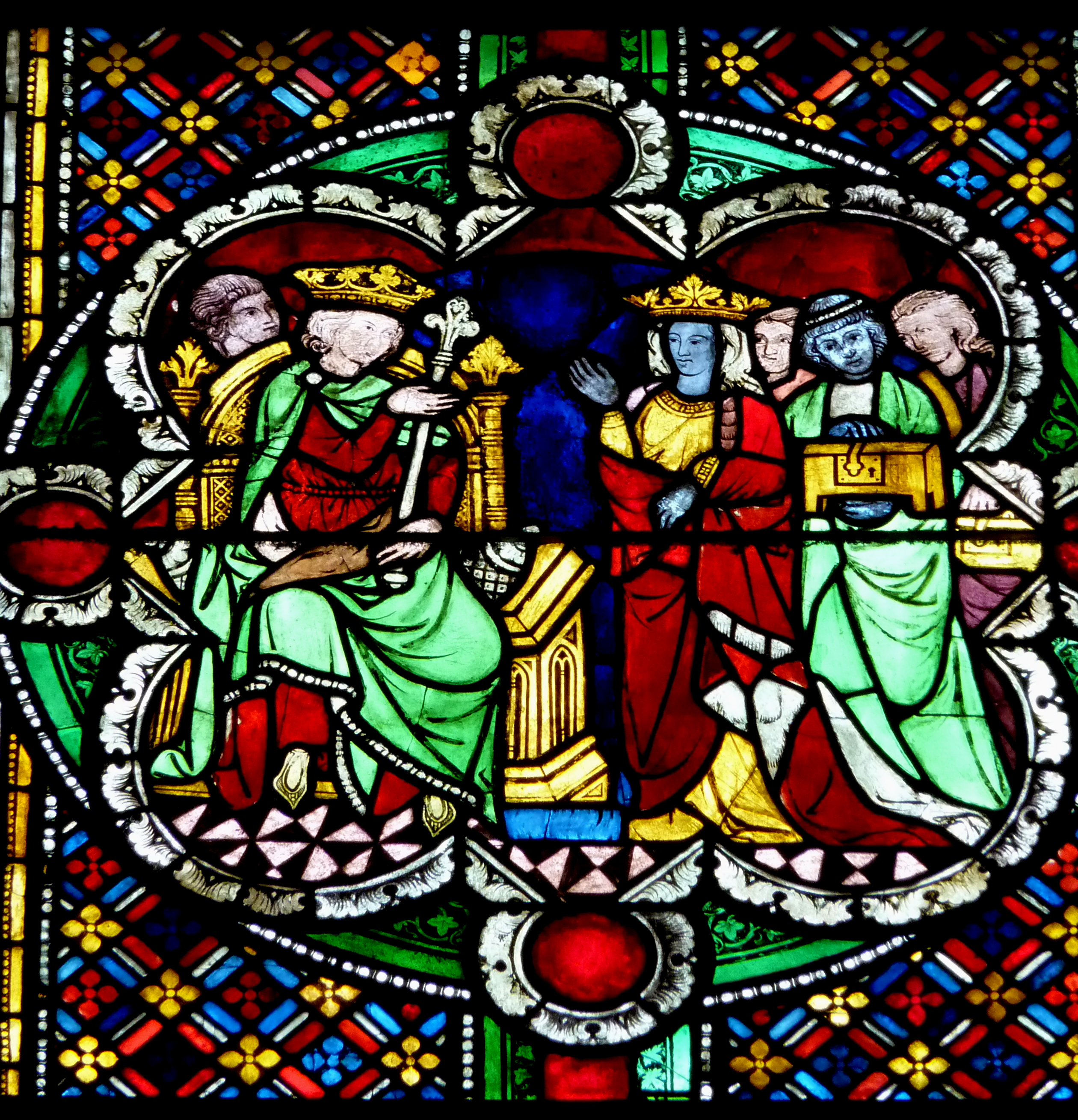
ソロモンとシバの女王のステンドグラス 1280年頃 ケルン大聖堂
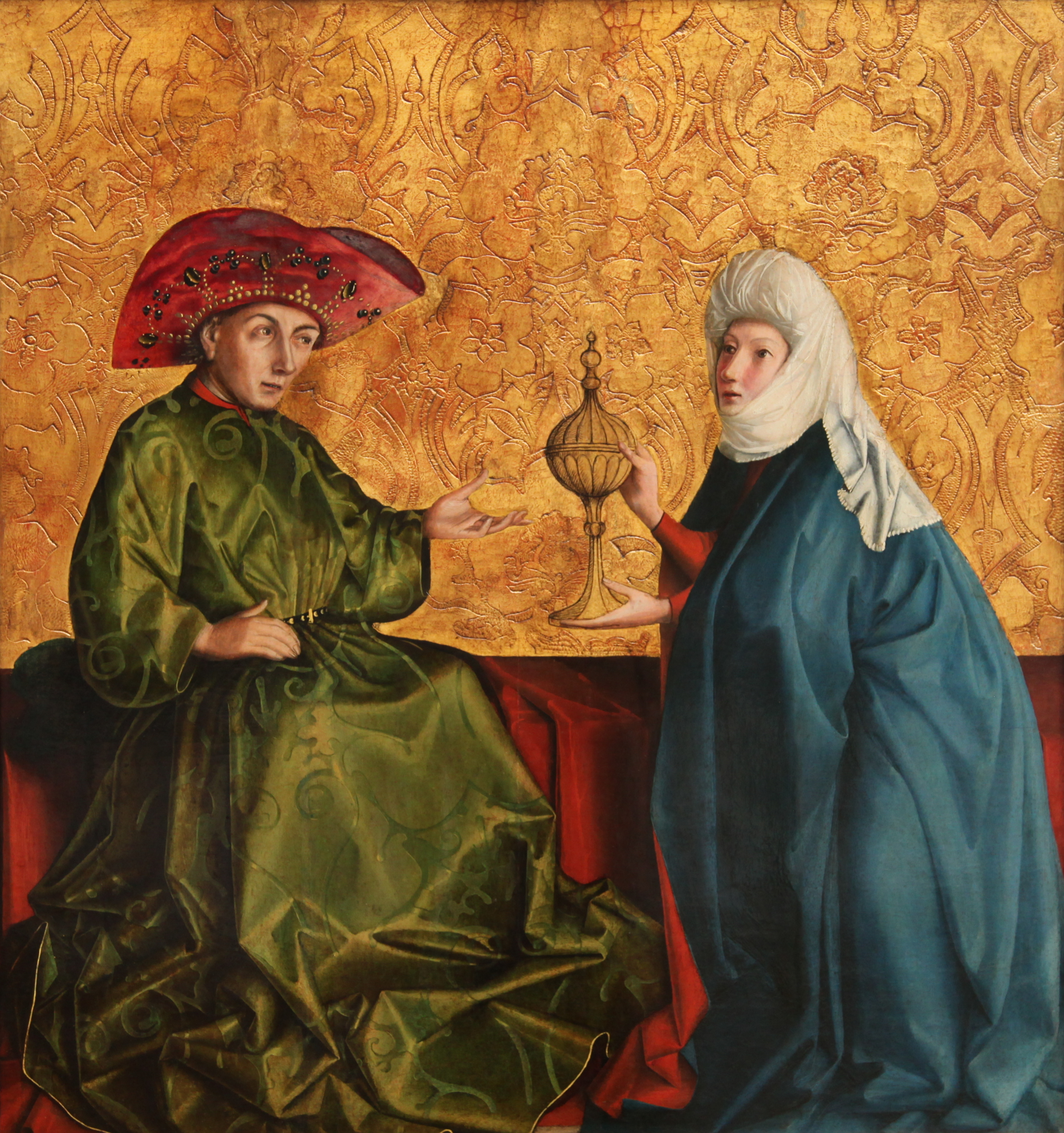
コンラート・ヴィッツ『ソロモン王の前のシバの女王』1435年と1437年の間 絵画館所蔵
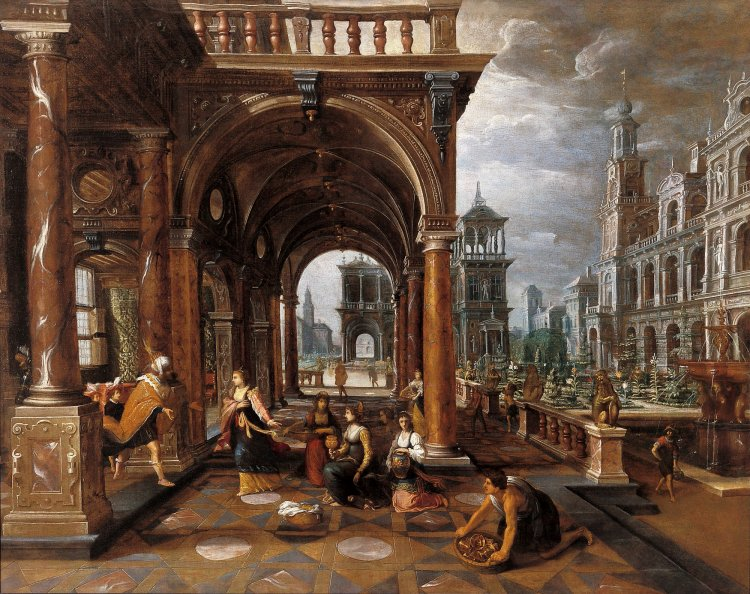
パウル・フレーデマン・デ・フリース、アドリアン・ファン・ニウラント『ソロモン王とシバの女王』1610年頃 パリ装飾芸術美術館（英語版）所蔵
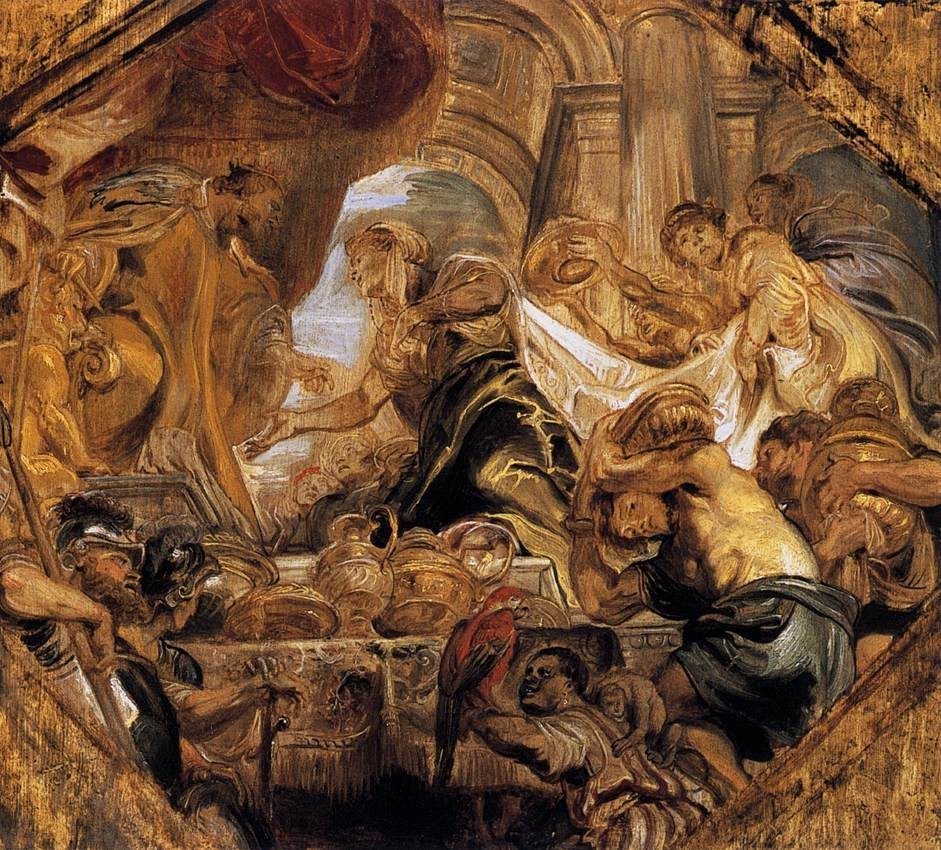
ピーテル・パウル・ルーベンス『ソロモン王とシバの女王』1620年頃 コートールド美術研究所所蔵
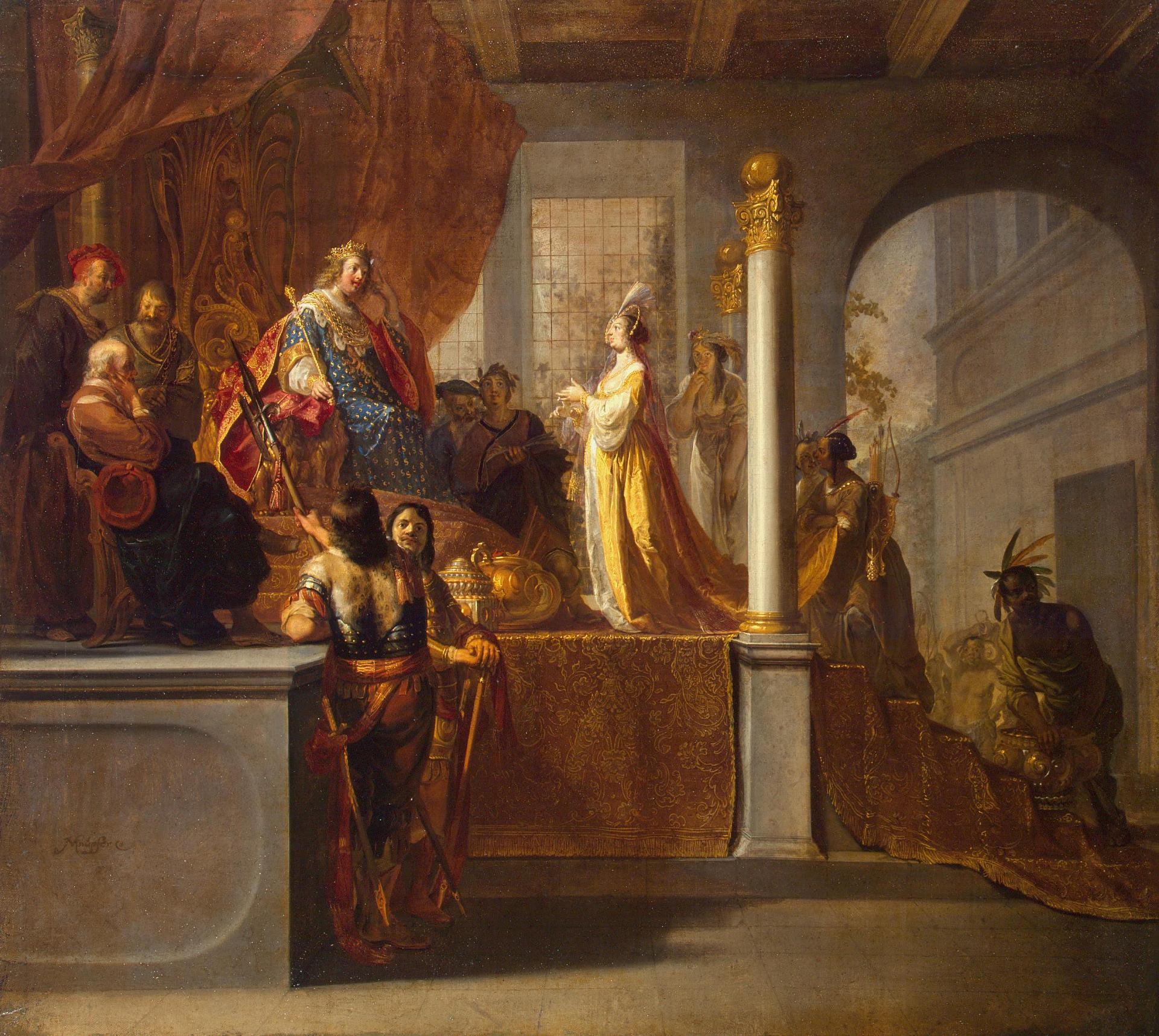
ニコラウス・クニュプファー『ソロモン王の前のシバの女王』1640年頃 エルミタージュ美術館所蔵
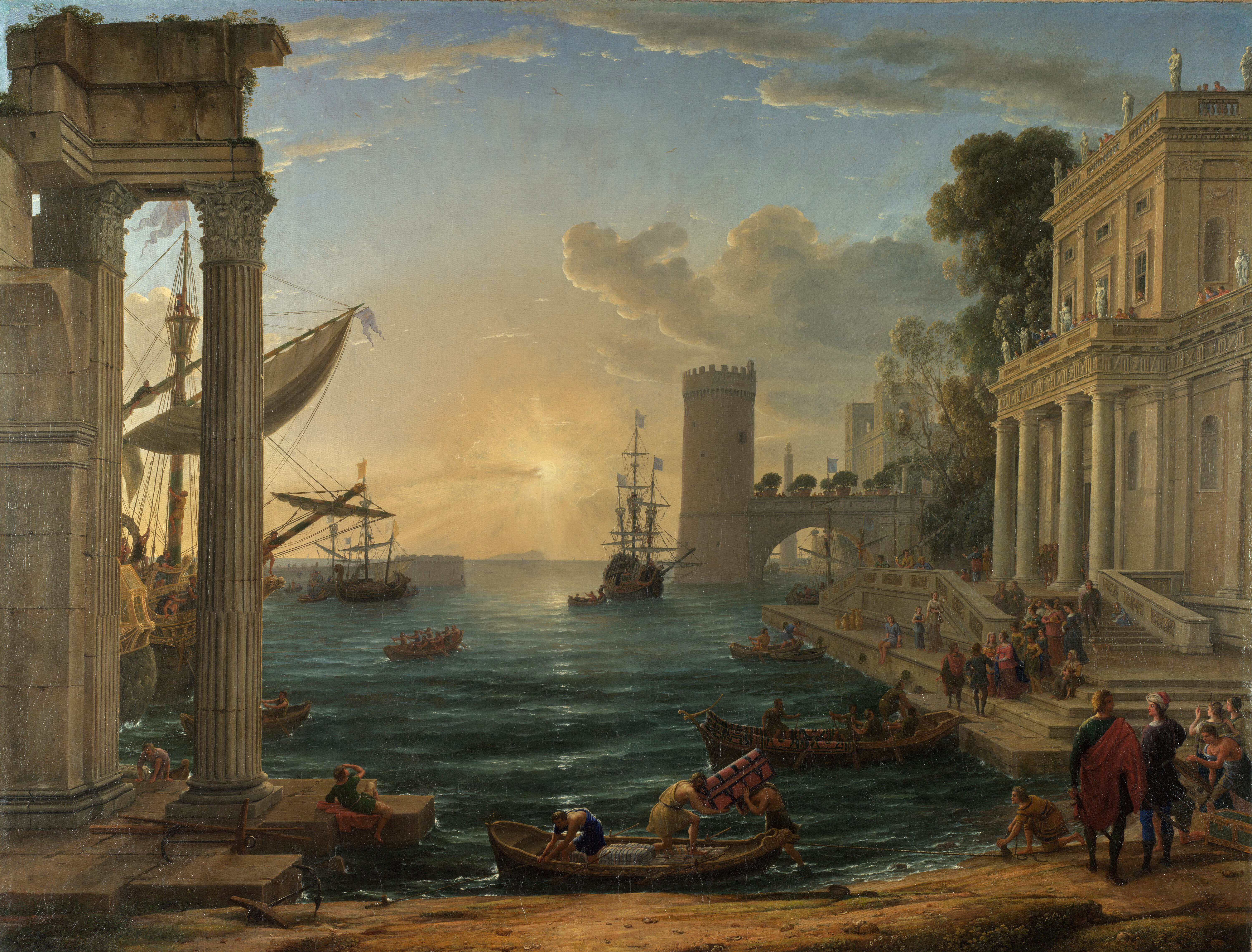
クロード・ロラン『シバの女王の乗船』1648年 ロンドン・ナショナル・ギャラリー所蔵
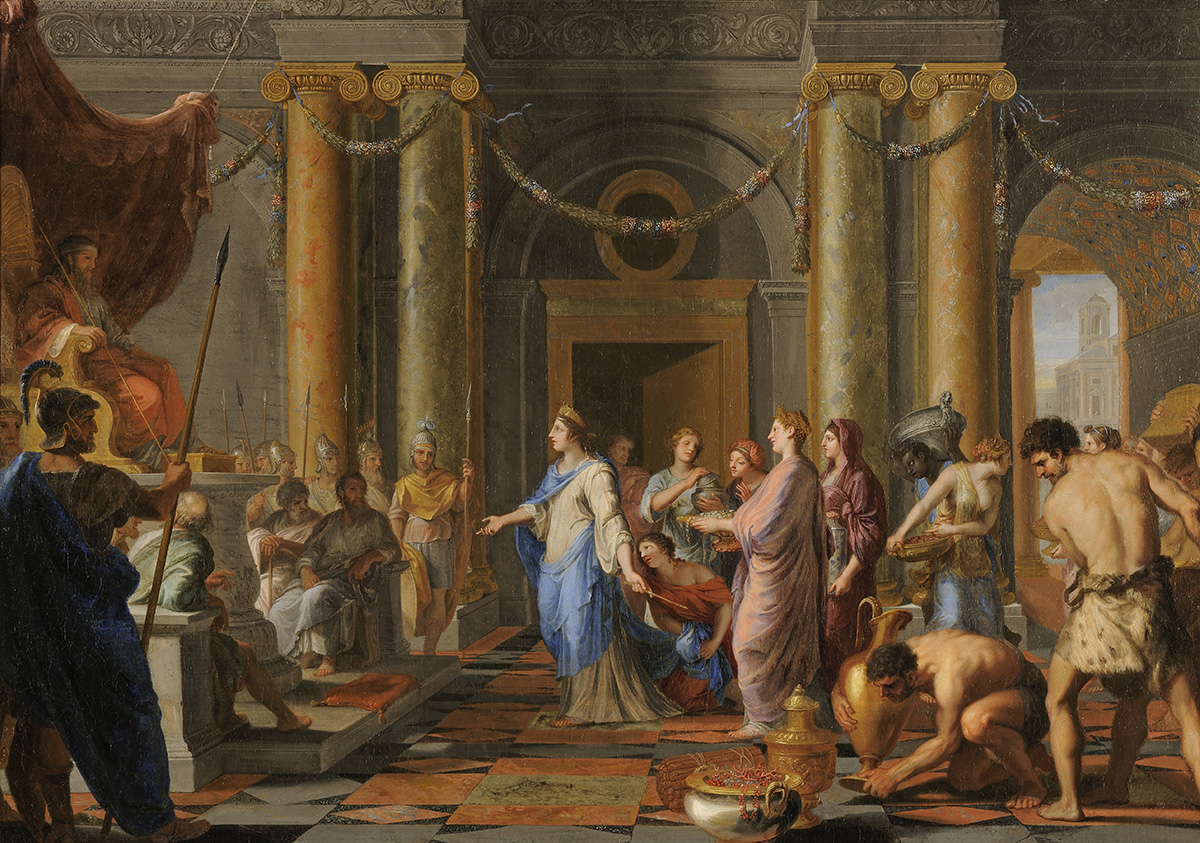
ジャック・ステラ『シバの女王を迎えるソロモン王』1650年頃 リヨン美術館所蔵
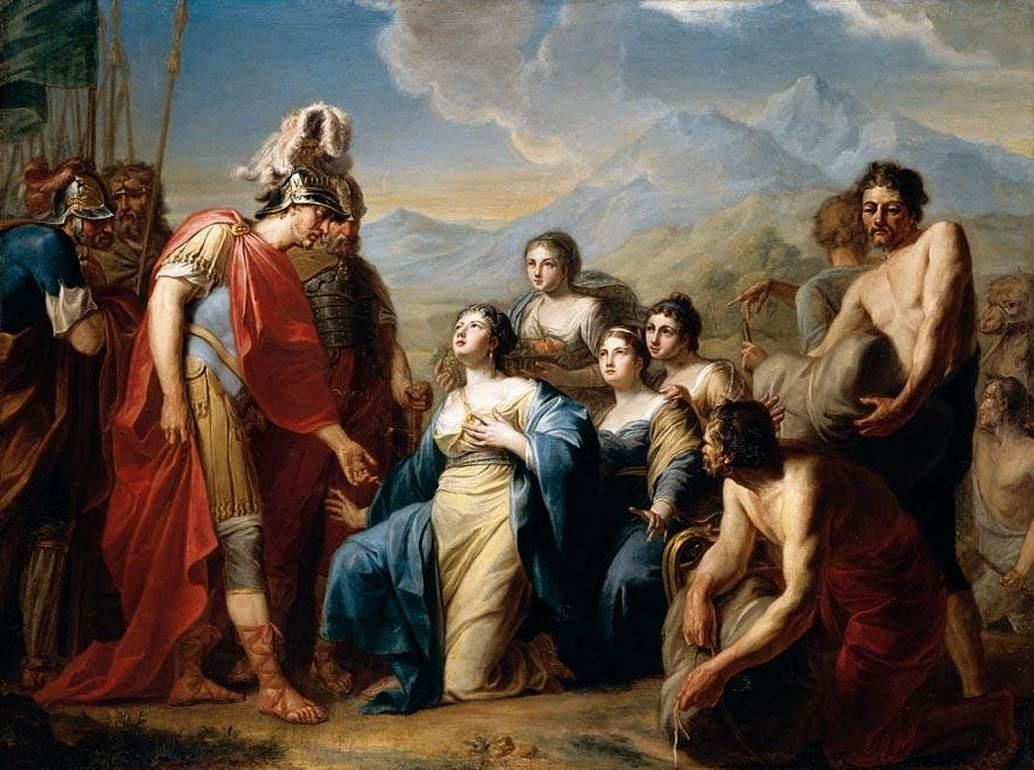
ヨハン・ハインリヒ・アウグスト・ティシュバイン『ソロモン王の前でひざまずくシバの女王』 18世紀後半 個人蔵
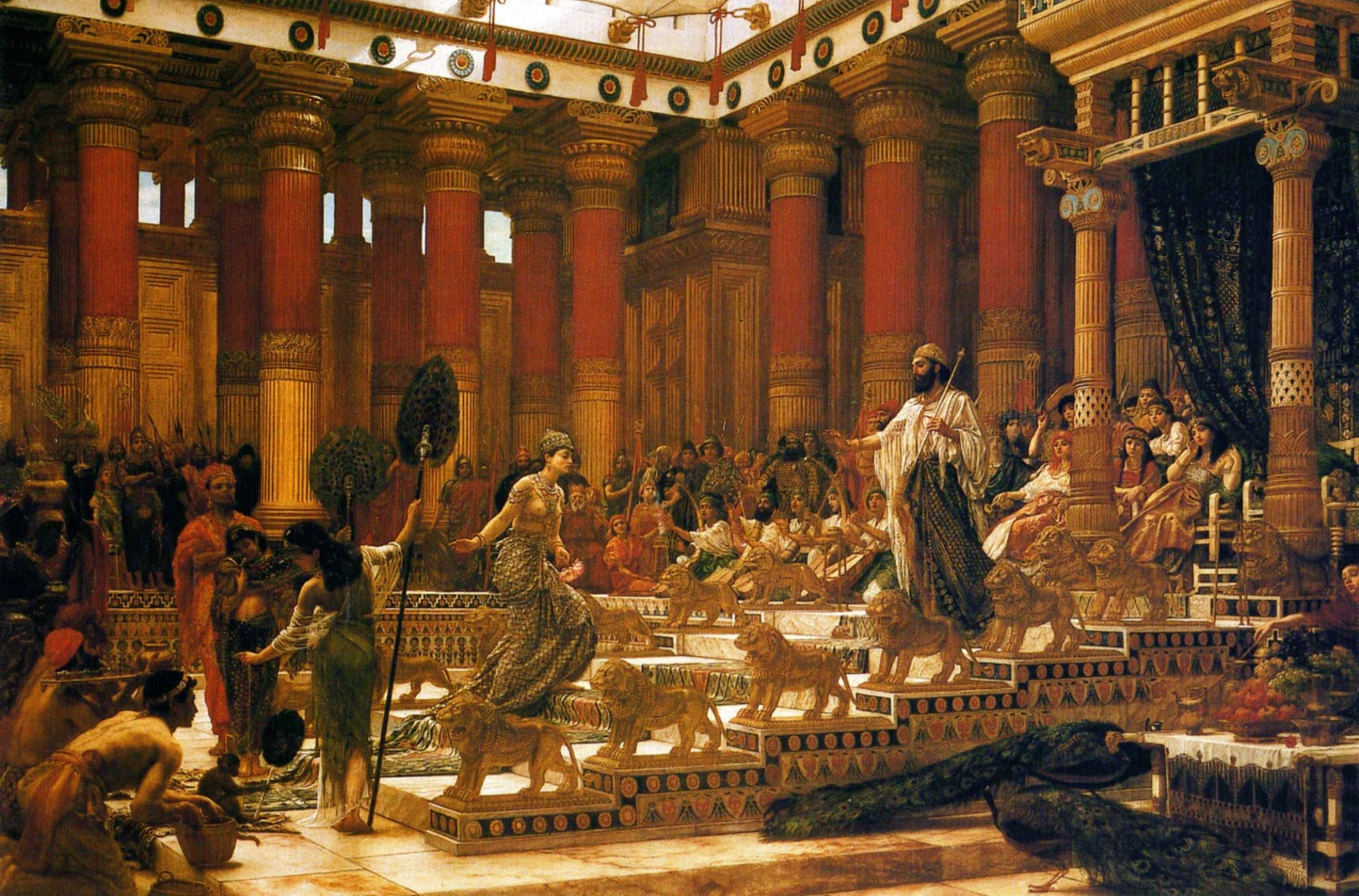
エドワード・ポインター『シバの女王のソロモン王の訪問』1890年 ニュー・サウス・ウェールズ州立美術館所蔵
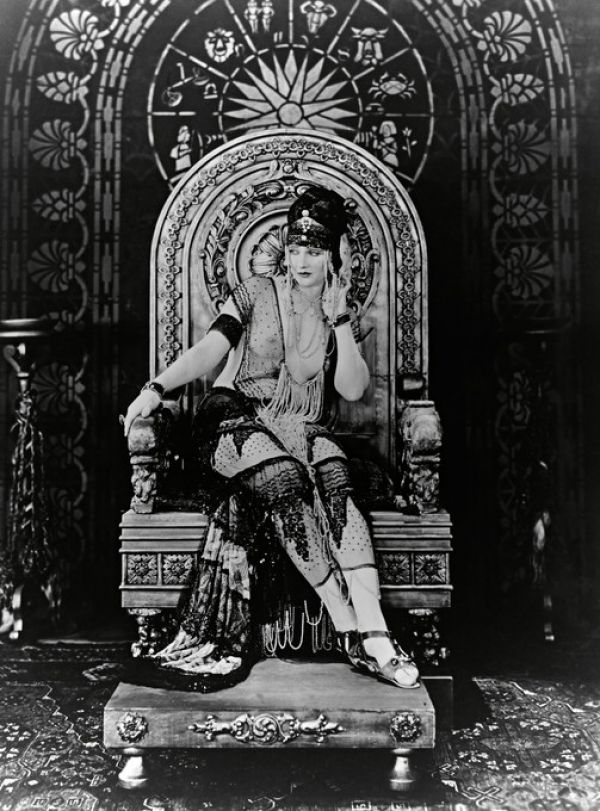
シバの女王を演じる女優ベティ・ブライス 1921年